# Pedro Sáenz Sáenz
Pedro Sáenz Sáenz (Málaga, 14 de octubre de 1863-Málaga, 10 de enero de 1927) fue un pintor prerrafaelista español.

## Biografía

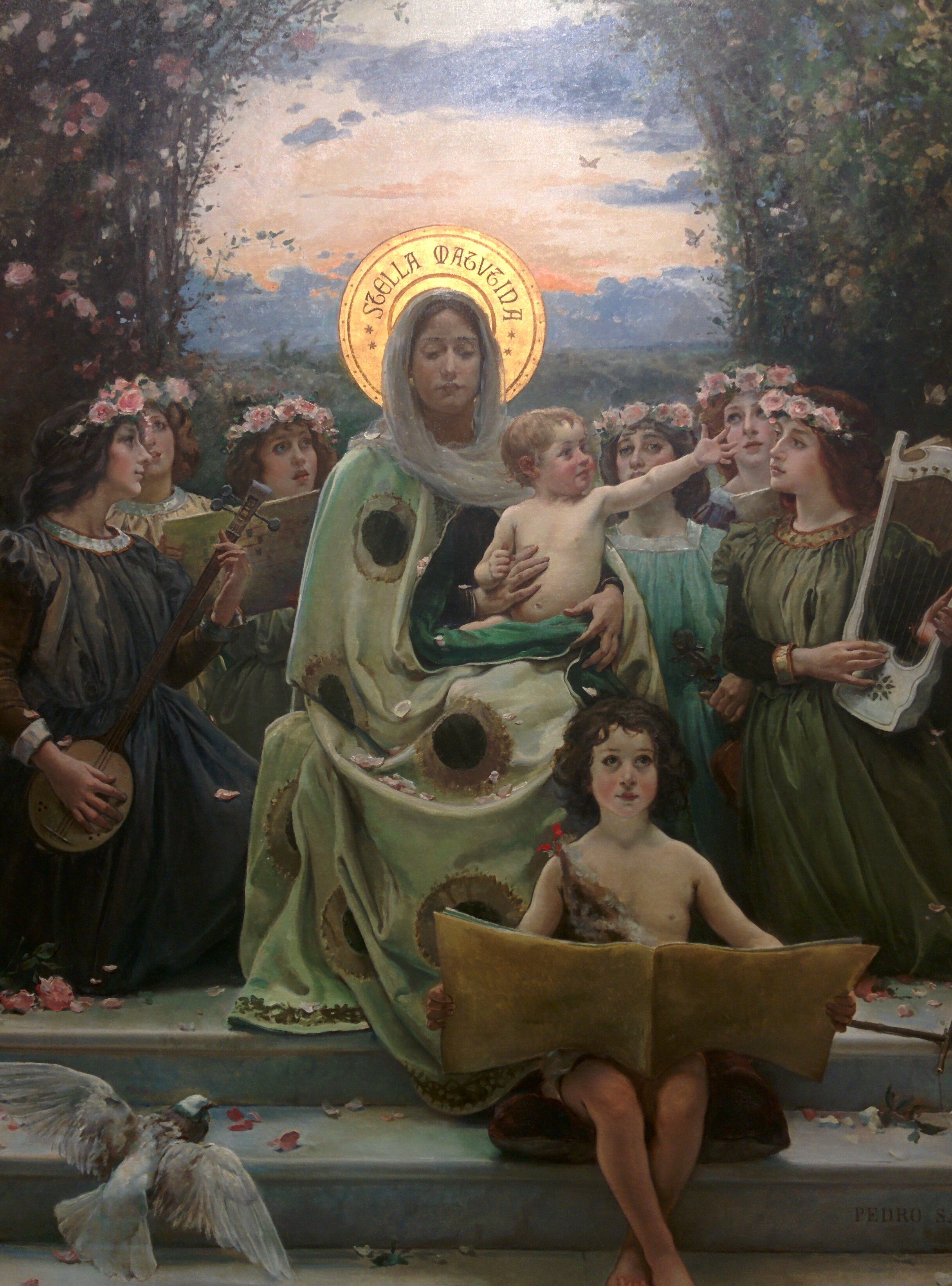
Stella Matutina (1901). Museo de Málaga.

Relacionado con la Escuela malagueña de pintura. Discípulo de Bernardo Ferrándiz, estudió en la Real Academia de Bellas Artes de San Fernando.
Completó su formación con una pensión en Roma en 1888, donde conoce a otros pintores españoles como Simonet, Sorolla o Viniegra. En esta etapa también se ve influido por el art nouveau y el modernismo catalán. 
Su obra se puede considerar académica, aunque tiene predilección por los temas de simbolismo romántico, como en La tumba del poeta o en Stella matutina, ambas en el Museo de Málaga y ambas le hicieron obtener una medalla en 1901.
Entre sus obras predominan los retratos y desnudos femeninos, luminosos y detallistas, y algunos retratos, como los de la Casa consistorial de Málaga. Algunas otras pinturas a reseñar son: La aficionada, Carlota o el Retrato de la marquesa de Loring.

## Reconocimiento

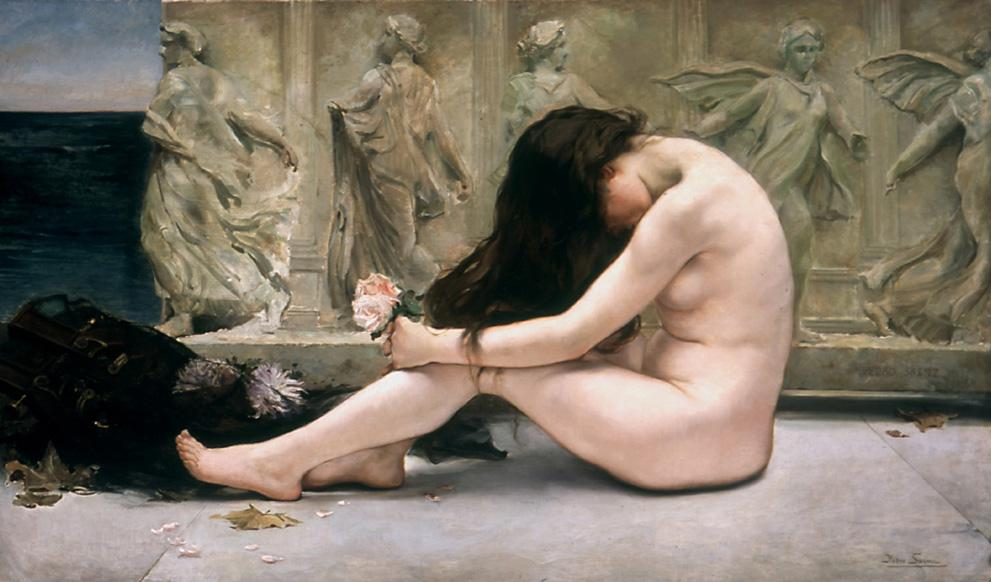
La tumba del poeta. Museo de Málaga.

Obtuvo medallas en varias Exposiciones generales de Bellas Artes:
- De 1ª clase en 1901, con su obra Stella matutina.
- De 2ª clase en 1897 con el cuadro Crisálida,[5] y 1899 con la pintura Inocencia.
- De 3ª clase en 1887 con la obra La tentación de San Antonio y 1895.

Recibió el título de comendador de la Orden de Alfonso XIII en 1904, y tiene dedicada una calle en su ciudad natal.